# Эбервейн, Людвиг
Людвиг Эбервейн (Эбервайн, нем. Ludwig Eberwein, также Луи Эбервейн; 1805, Веймар — 1884, Йена) — немецкий скрипач. Представитель музыкальной династии, сын Максимилиана Эбервейна.
Учился у своего отца, в шестнадцатилетнем возрасте дебютировал с оркестром под его управлением. Затем совершенствовался в Лейпциге и в Париже у Пьера Байо. В 1826 году получил от князя Фридриха Гюнтера звание придворного музыканта в Шварцбург-Рудольштадте. В 1836 году с успехом гастролировал в Йене. В 1854—1855 гг. исполнял обязанности руководителя придворной капеллы.